# 真紅の男
『真紅の男』（しんくのおとこ）は、1961年（昭和36年）9月12日に公開された日本映画。制作、配給は東宝。カラー、東宝スコープ。監督は本多猪四郎。同時上映は『新入社員十番勝負』。
『暗黒街シリーズ』のバリエーション的なアクション作品である。

## ストーリー
勝田組二代目の隆は、大杉一家の組長を殺害したことから4年の刑を受け、服役していた。出所した夜、隆は麻薬Gメン・小笠の殺害事件に巻き込まれ、負傷して入院する。隆の高校時代のラグビー仲間であった刑事・牧川は、街に麻薬が流れており、勝田組あるいは大杉組が関わっている可能性を伝える。恋人・トミ子の行方を探す隆は、小笠の妹である伊久子の経営するバーで、勝田組の組員が落とした麻薬を拾う。勝田組を乗っ取ろうと企む三隅を暴くため、隆は牧川や伊久子と行動をともにする。

## キャスト
以下の役名と出演者名は特に記載がない限り東宝WEB SITEに従った。
- 勝田隆：佐藤允
- 牧川刑事：久保明
- 小笠伊久子：白川由美
- トミ子：原知佐子
- れい子：田村奈巳
- 三隅：伊藤久哉
- Gメン：大塚国夫
- 村井：中谷一郎
- 小笠：野村浩三[4]
- 直江：谷晃
- 小森：若松明
- 大杉：久世竜
- 国吉：沢村いき雄
- 勇：大村千吉
- 刈場：堺左千夫
- 部長刑事：三島耕
- 刑事：堤康久
- 看護婦：佐多契子
- ヤクザ：中山豊
- 画家：天本英世
- 蒲団屋：佐田豊
- 若い水夫：北原謙二
- キャバレーの歌手：森サカエ
- 小巻：西村晃
- 勝田岩伍：清水元

## スタッフ
以下のスタッフ名は東宝WEB SITEに従った。
- 製作：田中友幸、三輪札二
- 原作：藤原審爾
- 脚本：問藤守之
- 音楽：広瀬健次郎
- 主題歌：北原謙二
- 撮影：小泉一
- 美術：清水喜代志
- 録音：上原正直
- 照明：山口偉治
- 助監督：野長瀬三摩地
- スチール：岩井隆志
- 整音：下永尚
- 監督：本多猪四郎